# Reprezentacja Madagaskaru w rugby union mężczyzn
Reprezentacja Madagaskaru w rugby union mężczyzn – zespół rugby union, biorący udział w imieniu Madagaskaru w meczach i sportowych imprezach międzynarodowych, powoływany przez selekcjonera, w którym mogą występować zawodnicy posiadający obywatelstwo tego kraju, mieszkający w nim, bądź kwalifikujący się ze względu na pochodzenie rodziców lub dziadków. Za jego funkcjonowanie odpowiedzialna jest Fédération Malagasy de Rugby, członek Rugby Africa i World Rugby.

## Turnieje

### Udział wPucharze Świata
| Rok  | Kwalifikacje            | Wynik |
| ---- | ----------------------- | ----- |
| 1987 | Nie brała udziału       | -     |
| 1991 | Nie brała udziału       | -     |
| 1995 | Nie brała udziału       | -     |
| 1999 | Nie brała udziału       | -     |
| 2003 | Nie zakwalifikowała się | -     |
| 2007 | Nie zakwalifikowała się | -     |
| 2011 | Nie zakwalifikowała się | -     |
| 2015 | Nie zakwalifikowała się | -     |
| 2019 |                         |       |

### Udział wPucharze Afryki
| Edycja    | Dywizja    | Miejsce                  | Źródło |
| --------- | ---------- | ------------------------ | ------ |
| 2000      | –          | –                        |        |
| 2001      | Dywizja 2  | zwycięzca                |        |
| 2002      | Top 6      | faza grupowa             |        |
| 2003      | Top 9      | półfinał                 |        |
| 2004      | Top 10     | faza grupowa             |        |
| 2005      | Top 9      | finał                    |        |
| 2006      | Africa Cup | półfinał                 |        |
| 2007      | Africa Cup | finał                    |        |
| 2008–2009 | Africa Cup | faza grupowa             |        |
| 2010      | Africa Cup | finałowe zawody odwołane |        |
| 2011      | Dywizja 1B | 3.                       |        |
| 2012      | Dywizja 1B | 1.                       |        |
| 2013      | Dywizja 1A | 3.                       |        |
| 2014      | Dywizja 1A | 4.                       |        |
| 2015      | Dywizja 1B | 2.                       |        |